# Hadrothemis
Hadrothemis är ett släkte av trollsländor. Hadrothemis ingår i familjen segeltrollsländor.
Kladogram enligt Catalogue of Life:
| Hadrothemis | \| \| Hadrothemis camarensis \| \| \| \| \| \| Hadrothemis coacta \| \| \| \| \| \| Hadrothemis defecta \| \| \| \| \| \| Hadrothemis infesta \| \| \| \| \| \| Hadrothemis scabrifrons \| \| \| \| \| \| Hadrothemis versuta \| \| \| \| \| \| Hadrothemis vrijdaghi \| \| \| \| |
|             | \| \| Hadrothemis camarensis \| \| \| \| \| \| Hadrothemis coacta \| \| \| \| \| \| Hadrothemis defecta \| \| \| \| \| \| Hadrothemis infesta \| \| \| \| \| \| Hadrothemis scabrifrons \| \| \| \| \| \| Hadrothemis versuta \| \| \| \| \| \| Hadrothemis vrijdaghi \| \| \| \| |
|             | Hadrothemis camarensis |
|             | |
|             | Hadrothemis coacta |
|             | |
|             | Hadrothemis defecta |
|             | |
|             | Hadrothemis infesta |
|             | |
|             | Hadrothemis scabrifrons |
|             | |
|             | Hadrothemis versuta |
|             | |
|             | Hadrothemis vrijdaghi |
|             | |